# Wim Delvoye

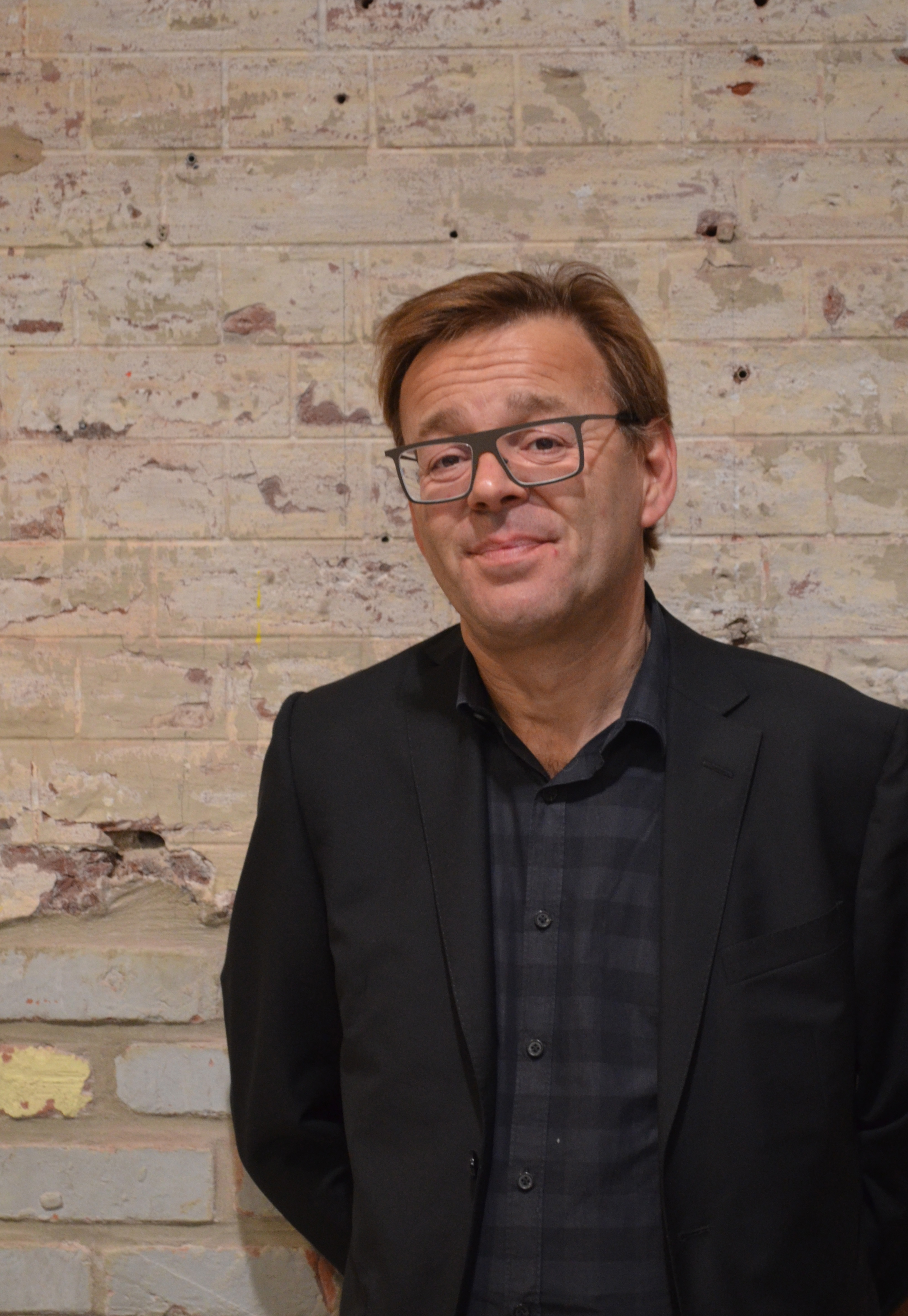
Wim Delvoye 2015 in Charleroi

Wim Delvoye (* 1965 in Wervik) ist ein belgischer Konzeptkünstler. Sein Fokus liegt in der Darstellung ästhetischer Gegensätze, in der er, charakterisiert durch Ironie, Witz und Humor, oftmals Dekoratives mit Alltagsfunktion vereint und somit gängige Wertesysteme der Konsumgesellschaft hinterfragt.

## Werke

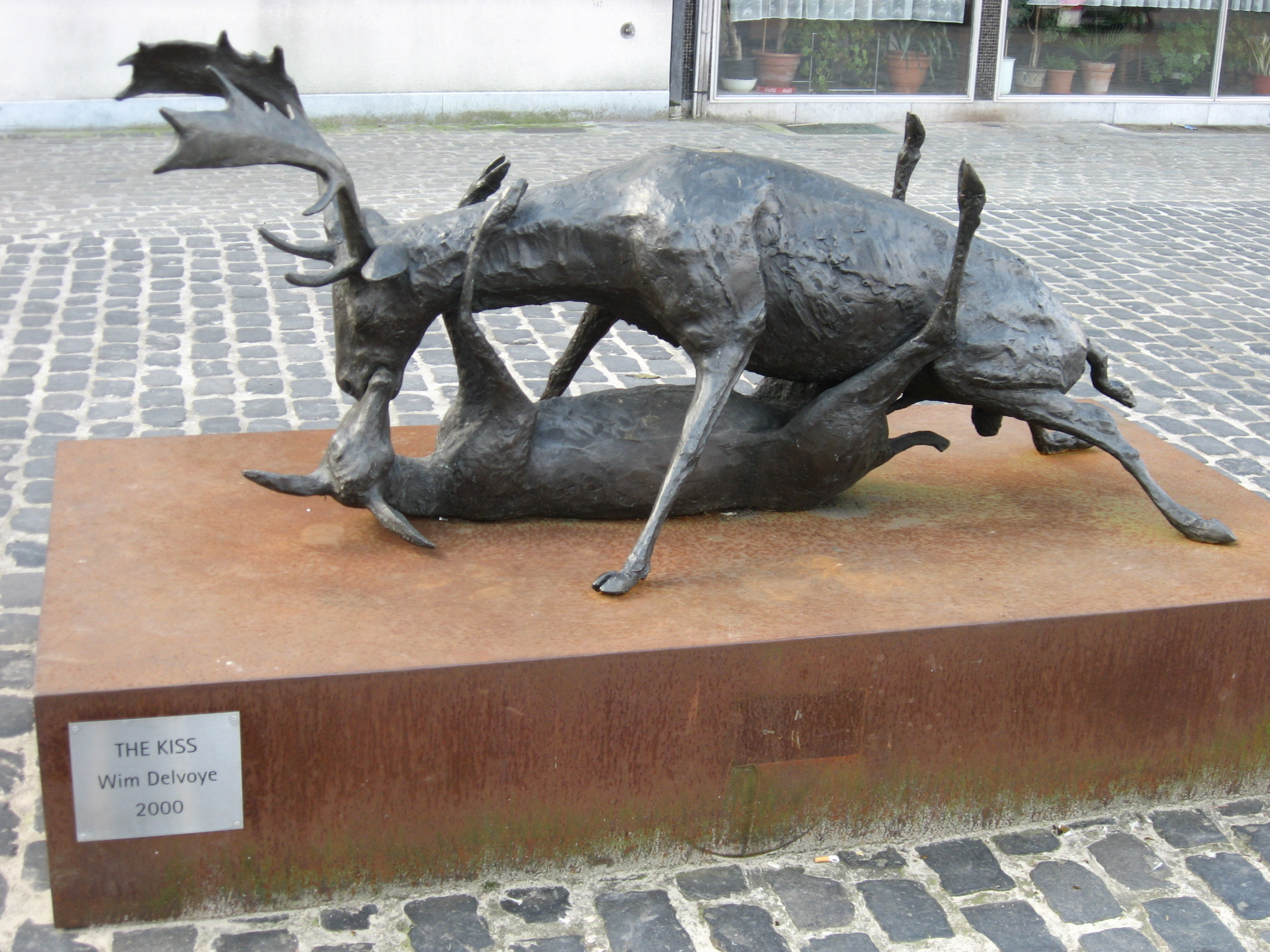
Le Baiser, 2000

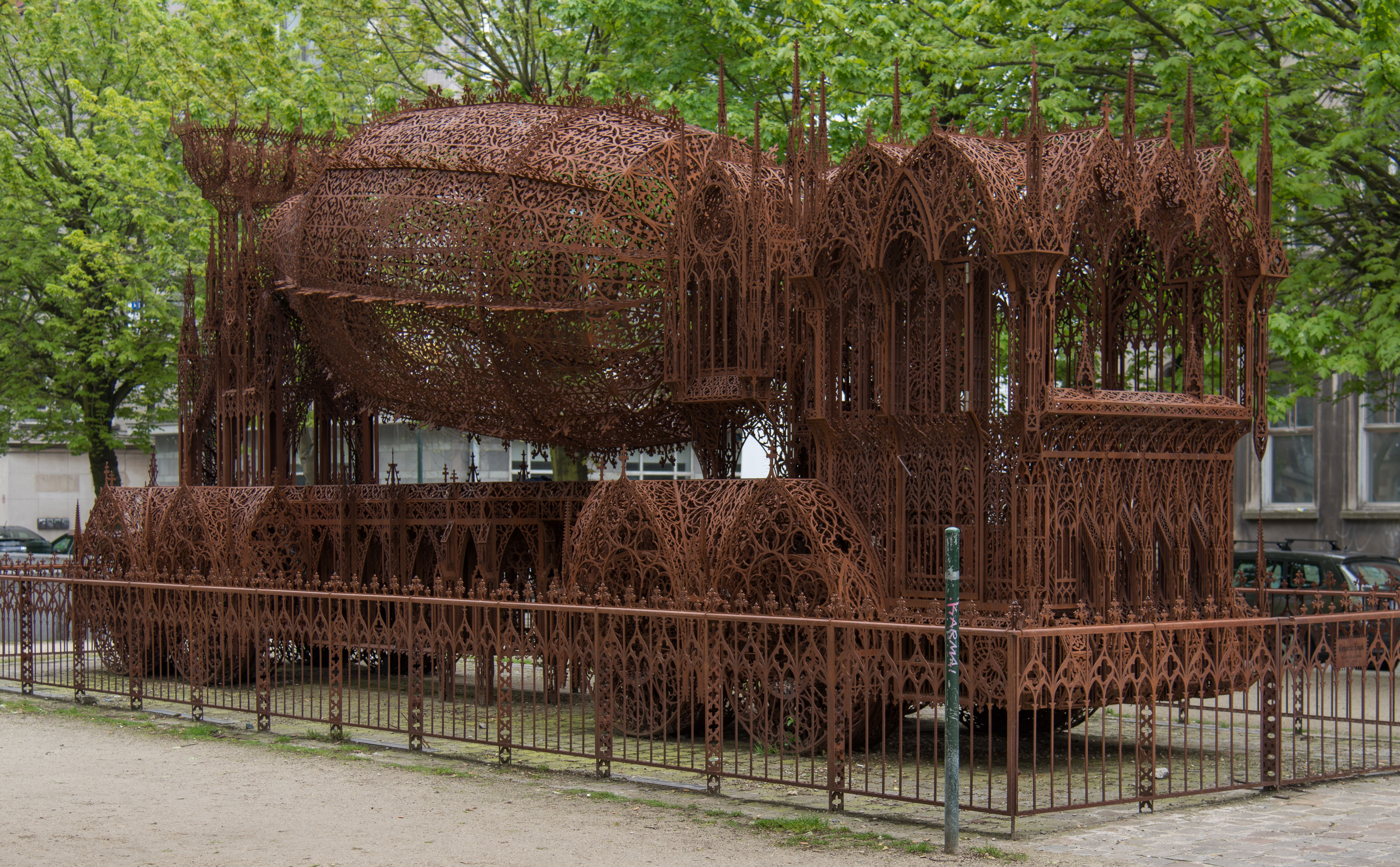
Cement Truc, 2010 (Brüssel, Quai au Foin)

Wim Delvoye 
 (externe Weblinks)
- Cloaca, 2000[1]
- Cloaca (Detail), 2000[2]
- Marcel, 1997[2]
- Eddy und Marcel, 1997[2]
- Tattoo Works[3]

In einem seiner bekanntesten Werke, Cloaca, einer Maschine, die den menschlichen Verdauungsvorgang simuliert, ist es ihm nach mehreren Jahren Forschungsarbeit und mit der Hilfe von Wissenschaftlern gelungen, eine der inneren Funktionen des menschlichen Körpers nachzubilden und von menschlichen visuell nicht zu unterscheidende Exkremente zu produzieren. Diese werden dann, in Folie eingeschweißt und in einem durchsichtigen Quader verpackt, als Kunstwerke verkauft. Die Folie trägt den Schriftzug „Cloaca“.
Einen weiteren Schwerpunkt seiner Arbeit stellen Tätowierungen bei Schweinen und Menschen dar. Das Werk TIM, eine Rückentätowierung des Schweizers Tim Steiner mit Totenschädel und Madonna, wurde 2008 für 150.000 Euro an den deutschen Kunstsammler Rik Reinking verkauft. Tim Steiner hat sich für diese Summe verpflichtet, das Kunstwerk jährlich für drei bis vier Wochen zu präsentieren. Nach seinem Tode wird die Hautpartie dem Käufer oder dessen Erben übergeben.
Im Rahmen der Kunstsendung Art Safari auf Arte ließ sich auch der Regisseur Ben Lewis tätowieren. Das Motiv, das auch eines der von Wim Delvoye tätowierten Schweine trägt, zeigt eine gekreuzigte Micky Maus. Die Signatur von Delvoye ahmt den Disney-Schriftzug nach.
In seinen Stahlskulpturen verwendet er filigrane gotische Strukturen für Gegenstände wie Betonmischmaschinen und Raketen.

## Ausstellungen (Auswahl)
- 2015: Skin Stories. kunst galerie fürth (Gruppenausstellung)[6]
- 2015: tattoo. Museum für Kunst und Gewerbe Hamburg (Gruppenausstellung)
- 2011: Knockin’ on heaven’s door, Brüssel[7]
- 1999: Biennale di Venezia
- 1992: Documenta IX